# Imputados (Programa de TV)
Imputados Juicio por Jurados fue un programa de televisión transmitido desde el 30 de noviembre de 2016 por la cadena América TV desde Buenos Aires, Argentina, cuyo formato se basaba en la resolución de conflictos. Su presentador era el Dr. Mauricio D'Alessandro.
Recordar que en 2002 Mauricio D'Alessandro condujo La corte (También en América TV), que se trataba también de la resolución de conflictos.
El programa fue levantado por el canal el día 30 de diciembre de 2016 a un mes de su estreno. los motivos fueron que el canal quería el programa en vivo y el presentador no podía a causa de vacaciones. Además el poco índice de audiencia y los diferentes casos que no creaban interés en el público. El programa competía en horario con Caso Cerrado, programa emitido por Telefe.

## Formato
Un Caso de Imputados se conformaba de tres partes: La Presentación de caso y el debate (Donde se presentaban los Demandantes, Demandados, testigos y las evidencias), los Alegatos Finales (Donde la defensa de cada una de las partes expresaba su alegato final antes del Veredicto) y La Sentencia (Donde un Jurado conformado por 10 personas deliberaba si el Demandado es culpable o inocente) y el árbitro, en este caso Mauricio D'Alessandro, cerraba el caso con el Veredicto final. Si hay empate (5 votos a 5): el juez ( D'Alessandro) decidía la Sentencia.
Los casos se clasificaban en 2: Los del Amigable Componedor (En el que D'Alessandro y el jurado deben solucionar problemas cotidianos) y los casos de "La Actualidad" (El cual el problema  tiene de por medio un tema de la actualidad argentina)
El Estudio de Imputados se Conformaba de la Sgte Manera (Hasta el 16 de diciembre de 2016) En el centro el escritorio de D'Alessandro, el primer "podio" a la izquierda para el Demandante y su defensa, el segundo "podio" a la izquierda para los testigos del demandante. Las diez personas juntas a la derecha son el jurado, el primer "podio" a la derecha pertenece al Demandado y su defensa y el segundo "podio" a la derecha es para el testigo del demandado.
Desde el 16 de diciembre de 2016 cambian las posiciones en el estudio. Se agregan dos podios para los demandantes (A la Izquierda de D'Alessandro) y los demandados (A la derecha de D'Alessandro ) y el podio a la derecha y a la izquierda de los testigos se quitaron. Solo se dejaron los primeros a los costados donde se sienta la defensa de cada parte. El Jurado siguió igual hasta el 19 de diciembre de .2016, cuando se removió por el tiempo al igual que los Alegatos Finales, desde entonces el veredicto lo decidía el árbitro.

## Levantamiento
Sorpresivamente, un mes después de su estreno y con muchos cambios en el formato (Desde el estudio hasta los casos y la trasmisión) América TV le comunica a Kuarzo Endemol Argentina que el programa saldría del aire a solo un mes de su estreno. Según fuentes cercanas el canal lo "levantó" por falta de audiencia, y que no se cumplía la meta; que era que su programa tuviera mucho más rating que Caso cerrado (que se trasmite en Telefe y era la competencia horaria). Desde el entorno del Mauricio D'Alessandro dijeron que fue muy sorpresivo el levantamiento del programa. Además, dijeron que el canal quería trasmitir el programa en vivo, como lo venia haciendo pero el abogado no podía porque tenía alquilada una casa de vacaciones todo enero. El mismo luego lo ratifico en una entrevista: "No querían un programa de debate grabado, querían algo en vivo. Yo no podía porque tenía alquilada una casa en Pinamar por todo enero y así como estaba medía 2 puntos. Eso nadie lo resiste. La producción era un 10, el canal también, pero no funcionó. Yo me divertí mucho, me gusta la tele. Y bueno, ahora me voy de vacaciones", explicó

## Críticas
Al programa se lo criticó por varias cosas. Entre ellas, que en la publicidad emitida gráficamente y por el canal, la frase abajo del nombre era "Volvió D'Alessandro, ningún caso está cerrado" (Haciendo referencia al programa de Ana María Polo: Caso cerrado, que se trasmite en Telefe y era la competencia horaria). No es la primera vez que D'Alessandro busca audiencia arremetiendo contra el programa de la Dra. Polo, en su Twitter: criticó la veracidad y la actualidad (Porque Telefe pasa casos que no son actuales) del programa, remarcando que su programa es de producción nacional.